# Pfarrkirche Waidisch

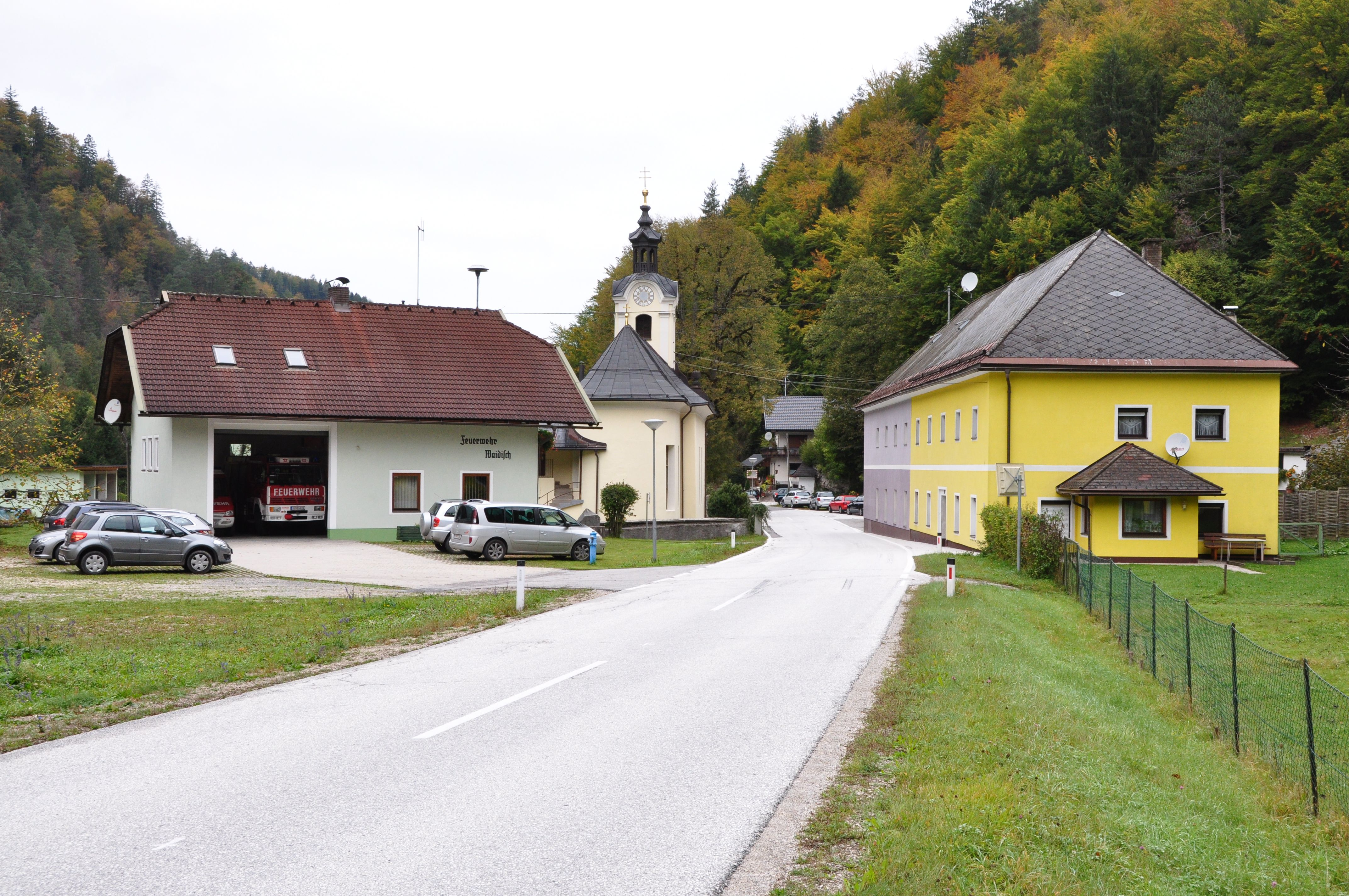
Katholische Pfarrkirche hl. Antonius in Waidisch

Die römisch-katholische Pfarrkirche Waidisch steht in der Ortschaft Waidisch in der Stadtgemeinde Ferlach im Bezirk Klagenfurt-Land in Kärnten. Die dem Patrozinium des hl. Antonius von Padua unterstellte Pfarrkirche gehört zum Dekanat Ferlach/Borovlje in der Diözese Gurk-Klagenfurt. Die Kirche und der Friedhof stehen unter Denkmalschutz (Listeneintrag).

## Geschichte
Um 1780 wurde die Kirche durch den Gewerken Ignaz Huebmershofen von Silbernagel erbaut.

## Architektur
Der kleine einheitliche barocke Kirchenbau hat einen eingezogenen runden Chor und ist seitlich und im Osten von einem Friedhof umgeben.
Das Kirchenäußere zeigt eine dreiachsige Westfront mit Pilastern und einem Wellengiebel, unterbrochen vom mittigen Fassadenturm mit einer Laterne. Das Westportal hat einen gesprengten Giebel mit einem Stifterwappen.
Das Kircheninnere zeigt ein Langhaus und den Chor unter Platzlgewölben. Der Triumphbogen ist korbbogig. Die dreiachsige platzlunterwölbte Doppelempore steht auf Steinsäulen.

## Einrichtung
Der Hochaltar aus der Mitte des 18. Jahrhunderts trägt die Statue hl. Antonius aus dem 19. Jahrhundert. 